# 齋拉鎮區
齋拉鎮為緬甸伊洛瓦底省皮亞朋縣的行政區。2014年人口193,340人，區域面積619.57平方公里。齋拉為該鎮之行政中心。